# Иссанова, Гульжан Абдилдабековна
Гульжа́н Абдилдабе́ковна Исса́нова (род. 12 сентября 1983, Караганда) — казахстанская дзюдоистка, мастер спорта Республики Казахстан международного класса по дзюдо, чемпион Азии 2009 года в категории свыше 78 кг.

## Биография
Родилась в 1983 году в Караганде. Тренируется под руководством Заслуженного тренера РК Байшулакова Талгата Сайрановича.
Чемпион Азии 2009 года, призер нескольких чемпионатов Азии и Азиатских игр.
По правилам международной федерации дзюдо для завоевания лицензий на Олимпийские игры спортсменам необходимо было в течение двух лет с 2010-2012 год выступать в международных рейтинговых соревнованиях и войти в число 14 лучших спортсмена на участие в Олимпийских Играх. Гульжан в рейтинге занимает 12 место.